# Graemita
La graemita és un mineral de la classe dels òxids. Va rebre el nom per S.A. Williams i P. Matter l'any 1975 en honor de Richard (Dick) Graeme III (1941, Bisbee, Arizona, EUA - 3 de juny de 2021) geòleg i col·leccionista de minerals nord-americà, qui va descobrir el mineral.

## Característiques
La graemita és un tel·lurit de fórmula química Cu[TeO₃]·H₂O. Va ser aprovada com a espècie vàlida per l'Associació Mineralògica Internacional l'any 1974. Cristal·litza en el sistema ortoròmbic. La seva duresa a l'escala de Mohs oscil·la entre 3 i 3,5.
Segons la classificació de Nickel-Strunz, la graemita pertany a «04.JM - Tel·lurits sense anions addicionals, amb H₂O» juntament amb els següents minerals: keystoneïta, blakeïta, emmonsita, kinichilita, zemannita, teineïta.
L'exemplar que va servir per a determinar l'espècie, el que es coneix com a material tipus, es troba conservat a les col·leccions de la Universitat d'Arizona, als Estats Units.

## Formació i jaciments
Va ser descoberta a la mina Cole, situada a la localitat de Bisbee, dins el comtat de Cochise (Arizona, Estats Units), on es troba associada a malaquita, cuprita i teineïta. També ha estat descrita al comtat de La Paz (també a Arizona) i a l'estat d'Utah. A fora dels Estats Units també ha estat descrita a Mèxic i Bèlgica.